# 挖玉石的人
《挖玉石的人》是台灣導演趙德胤所執導的一部紀錄片，內容關於緬甸挖玉礦工人冒險在克欽邦戰區工作。

## 製作
趙德胤與王興洪兩人冒險進入偏僻的克欽戰區拍攝，還要躲避軍警查緝，與工人一同住在棚子裡；拍攝期間長達14個月，且因為拍攝器材被官方沒收，因此採用最簡單的攝影機，總共拍了1000多個小時，再從中剪出最後的104分鐘。

## 風格
紀錄片捨去旁白與音樂，甚至亦無對答，如實的記錄當地工人挖礦、點香、吃飯、梳洗等日常生活，呈現絕對的不介入形式；但是片中也留下「被拍攝」的證明，例如工人不小心碰到腳架而使畫面晃動，印證就連看似真實的紀錄片也是有意的畫面安排與設計。